# Otto Hardwick
Otto J. Hardwick ('Toby') (Washington, D.C., 31 mei 1904 - aldaar, 5 augustus 1970) was een Amerikaanse jazzsaxofonist, die voornamelijk bekend werd als altsaxofonist van bandleider Duke Ellington. Hij speelde hier tevens af en toe viool, klarinet, bas- en sopraansax.
Otto Hardwick was een jeugdvriend van Ellington. Hardwick speelde vanaf zijn veertiende de (akoestische) bas en werkte kort als bassist bij Carroll's Columbia Orchestra. In 1920 haalde Ellington hem over altsaxofoon te spelen. In 1923 gingen Ellington, drummer Sonny Greer en Hardwick naar New York. Daar speelden ze in een band van Elmer Snowden, Washington Black Sox Orchestra, later afgekort tot the Washingtonians. Na onenigheid over geld werd Snowden uit de band gezet en werd Duke Ellington de leider. De eerste gig was in Hollywood Club (later Kentucky Club) in Manhattan. De groep zou er tot 1929 spelen.
Hardwick vertrok echter al in 1928 uit de groep. Hij ging naar Parijs, waar hij in enkele groepen speelde, onder meer met Sidney Bechet en Noble Sissle. In 1929 speelde hij kort in het orkest van Chick Webb. In 1930 was hij weer terug in New York, waar hij een eigen band begon, met onder meer Fats Waller. De groep speelde in 'Hot Feet'. Hij was kort lid van een van de groepen van Elmer Snowden en keerde in 1932 terug naar het orkest van Duke Ellington, waar hij tot mei 1946 zou spelen. De altsaxofonist Johnny Hodges speelde alle soli, zodat Hardwick zelden meer als solist te horen was. Hij verliet de groep, vanwege onenigheden over zijn vriendin en omdat hij het reizen zat was. Hij speelde in 1947 nog kort als freelancer en trok zich daarna terug uit de muziek. Hij ging werken bij de tabaksfirma van zijn vader in Maryland. ook werkte hij in hotel-management.
Volgens James Lincoln Collier zijn enkele Ellington-toppers bewerkingen van melodieën van Hardwick: 'In a Sentimental Mood', 'Sophisticated Lady' en 'Prelude to a Kiss'.
- Bibliothèque nationale de France: cb138949604 (data)
- Gemeinsame Normdatei: 1120052831
- International Standard Name Identifier: 0000 0000 6310 2064
- Library of Congress Control Number: no2001045724
- MusicBrainz: 4fd648b7-e5a7-4d4e-b3c8-6c3c7f3b4da8
- SNAC: w6rh0cc9
- Virtual International Authority File: 49408218
- WorldCat: E39PBJhddBTygMj3CrbdYVTPwC